# Pseudophilautus limbus
Espèce
Synonymes
- Philautus limbus Manamendra-Arachchi & Pethiyagoda, 2005

Statut de conservation UICN

 CR B1ab(iii) : 
En danger critique
Pseudophilautus limbus est une espèce d'amphibiens de la famille des Rhacophoridae.

## Répartition
Cette espèce est endémique du Sri Lanka. Elle n'est connue que par le seul spécimen collecté à 560 m d'altitude.

## Description
Le spécimen collecté, un mâle mature, mesurait 25,7 mm. Son dos était blanc avec des taches brun foncé et rouge orangé. Ses flancs étaient blanchâtres avec quelques taches brun foncé. Son ventre était blanc cendré.

## Étymologie
Son nom d'espèce, du latin limbus, « bord », lui a été donné en référence au fait que la découverte s'est faite en limite de la réserve d'Haycock Hill.

## Publication originale
- Manamendra-Arachchi & Pethiyagoda, 2005 : The Sri Lankan shrub-frogs of the genus Philautus Gistel, 1848 (Ranidae: Rhacophorinae), with description of 27 new species. The Raffles Bulletin of Zoology, Supplement Series, no 12, p. 163-303 (texte intégral).